# Турнири АТП-а 2008.
Асоцијација тениских професионалаца (The Association of Tennis Professionals) сваке године организује турнире за професионалне тенисере следећих категорија: гренд слем, турнири из АТП Мастерс серије, завршни мастерс турнир и међународне турнире.

## Турнири

### Јануар
| Почетак одржавања  | Турнир                                                                                          | Победник                                  | Финалиста             | Полуфиналисти                   | Четвртфиналисти                                                 |
| ------------------ | ----------------------------------------------------------------------------------------------- | ----------------------------------------- | --------------------- | ------------------------------- | --------------------------------------------------------------- |
| 31. децембар 2007. | Интернационални турнир у Аделејду Аделејд, Аустралија Међународни турнир $465,000 Тврда подлога | Мишел Љодра 6–3, 6–4                      | Јарко Ниеминен        | Жо-Вилфред Цонга Џозеф Сиријани | Лејтон Хјуит Винс Спадеа Бенјамин Бекер Пол-Анри Матје          |
| 31. децембар 2007. | Интернационални турнир у Аделејду Аделејд, Аустралија Међународни турнир $465,000 Тврда подлога | Гарсија / Мело 6–3, 3–6, 10–7             | Гучионе / Смитс       | Жо-Вилфред Цонга Џозеф Сиријани | Лејтон Хјуит Винс Спадеа Бенјамин Бекер Пол-Анри Матје          |
| 31. децембар 2007. | Ченаи опен Ченаи, Индија Међународни турнир $436,000 Тврда                                      | Михаил Јужни 6–0, 6–1                     | Рафаел Надал          | Карлос Моја Марин Чилић         | Гиљермо Гарсија-Лопез Флоран Сера Хавије Малисе Робин Хасе      |
| 31. децембар 2007. | Ченаи опен Ченаи, Индија Међународни турнир $436,000 Тврда                                      | Ративатана / Ративатана 6–4, 7–5          | Багдатис / Жикел      | Карлос Моја Марин Чилић         | Гиљермо Гарсија-Лопез Флоран Сера Хавије Малисе Робин Хасе      |
| 31. децембар 2007. | Катар опен Доха, Катар Међународни турнир $1.049.000 Тврда                                      | Енди Мари 6–4, 4–6, 6–2                   | Станислас Вавринка    | Николај Давиденко Иван Љубичић  | Дмитриј Турсунов Томас Јохансон Филип Колшрајбер Агустин Каљери |
| 31. децембар 2007. | Катар опен Доха, Катар Међународни турнир $1.049.000 Тврда                                      | Колшрајбер / Скох 6–4, 4–6, 11–9          | Којци / Муди          | Николај Давиденко Иван Љубичић  | Дмитриј Турсунов Томас Јохансон Филип Колшрајбер Агустин Каљери |
| 7. јануар 2008.    | Хајнекен опен Окланд, Нови Зеланд Међународни турнир $464,000 Тврда                             | Филип Колшрајбер 7–6(4), 7–5              | Хуан Карлос Фереро    | Жулијен Бенето Хуан Монако      | Давид Ферер Николас Масу Мишел Љодра Флоријан Мајер             |
| 7. јануар 2008.    | Хајнекен опен Окланд, Нови Зеланд Међународни турнир $464,000 Тврда                             | Орна / Монако 6–4, 3–6, 10–7              | Малисе / Мелцер       | Жулијен Бенето Хуан Монако      | Давид Ферер Николас Масу Мишел Љодра Флоријан Мајер             |
| 7. јануар 2008.    | Медибанк интернешнл Сиднеј, Аустралија Међународни турнир $465,000 Тврда                        | Дмитриј Турсунов 7–6(3), 7–6(4)           | Крис Гучионе          | Фабрис Санторо Радек Штјепанек  | Себастијен Грожан Јевгениј Корољов Томаш Бердих Агустин Карељи  |
| 7. јануар 2008.    | Медибанк интернешнл Сиднеј, Аустралија Међународни турнир $465,000 Тврда                        | Гаске / Цонга 4–6, 6–4, 11–9              | Б. Брајан / М. Брајан | Фабрис Санторо Радек Штјепанек  | Себастијен Грожан Јевгениј Корољов Томаш Бердих Агустин Карељи  |
| 14. јануар 2008.   | Отворено првенство Аустралије Мелбурн, Аустралија Гренд слем A$ 9.609.870 Тврда                 | Новак Ђоковић 4–6, 6–4, 6–3, 7–6(2)       | Жо-Вилфред Цонга      | Роџер Федерер Рафаел Надал      | Џејмс Блејк Давид Ферер Михаил Јужни Јарко Нијеминен            |
| 14. јануар 2008.   | Отворено првенство Аустралије Мелбурн, Аустралија Гренд слем A$ 9.609.870 Тврда                 | Ерлих / Рам 7–5, 7–6(4)                   | Клеман / Љодра        | Роџер Федерер Рафаел Надал      | Џејмс Блејк Давид Ферер Михаил Јужни Јарко Нијеминен            |
| 14. јануар 2008.   | Отворено првенство Аустралије Мелбурн, Аустралија Гренд слем A$ 9.609.870 Тврда                 | Мешовити паров: Зимоњић / Сун 7–6(4), 6–4 | Бупати / Мирза        | Роџер Федерер Рафаел Надал      | Џејмс Блејк Давид Ферер Михаил Јужни Јарко Нијеминен            |
| 28. јануар 2008.   | Мовистар опен Виња дел Мар, Чиле Међународни турнир $462,000 Шљака                              | Фернандо Гонзалез предат меч              | Хуан Монако           | Пабло Куевас Сантијаго Вентура  | Карлос Берлок Хосе Акасусо Хуан Пабло Брзезички Фабио Фоњини    |
| 28. јануар 2008.   | Мовистар опен Виња дел Мар, Чиле Међународни турнир $462,000 Шљака                              | Акасусо / Пријето 6–1, 3–0 предат меч     | Гонзалез / Монако     | Пабло Куевас Сантијаго Вентура  | Карлос Берлок Хосе Акасусо Хуан Пабло Брзезички Фабио Фоњини    |

### Фебруар
| Почетак одржавања | Турнир | Победник                           | Финалиста                       | Полуфиналисти                      | Четвртфиналисти                                              |
| ----------------- | --- | ---------------------------------- | ------------------------------- | ---------------------------------- | ------------------------------------------------------------ |
| 11. фебруар       | Бразил опен Коста до Сојпе, Бразил Међународни турнир $485,000 Шљака                                            | Николас Алмагро 7–6(4), 3–6, 7–5   | Карлос Моја                     | Николас Лапенти Фабио Фоњини       | Оскар Ернандез Едуардо Свонк Иво Минар Филипо Воландри       |
| 11. фебруар       | Бразил опен Коста до Сојпе, Бразил Међународни турнир $485,000 Шљака                                            | Мело / Са 4–6, 6–2, 10–7           | Монтањес / Вентура              | Николас Лапенти Фабио Фоњини       | Оскар Ернандез Едуардо Свонк Иво Минар Филипо Воландри       |
| 11. фебруар       | Међународни тениски турнир у Делри Бичу Делри Бич, Флорида, САД International Међународни турнир $436,000 Тврда | Кеи Нишикори 3–6, 6–1, 6–4         | Џејмс Блејк                     | Роби Џинепри Сем Квери             | Игор Куњицин Марди Фиш Винсент Спадеа Боби Рејнолдс          |
| 11. фебруар       | Међународни тениски турнир у Делри Бичу Делри Бич, Флорида, САД International Међународни турнир $436,000 Тврда | Мирни / Џ. Мари 6–4, 3–6, 10–6     | Б. Брајан / М. Брајан           | Роби Џинепри Сем Квери             | Игор Куњицин Марди Фиш Винсент Спадеа Боби Рејнолдс          |
| 11. фебруар       | 13 опен Марсеј, Француска Међународни турнир €534,000 Hard (indoor)                                             | Енди Мари 6–3, 6–4                 | Марио Анчић                     | Пол-Анри Матје Маркос Багдатис     | Жил Симон Никола Мау Михаил Јужни Робин Седерлинг            |
| 11. фебруар       | 13 опен Марсеј, Француска Међународни турнир €534,000 Hard (indoor)                                             | Дам / Визнер 7–6(0), 7–5           | Алегро / Којци                  | Пол-Анри Матје Маркос Багдатис     | Жил Симон Никола Мау Михаил Јужни Робин Седерлинг            |
| 18. фебруар       | АТП Буенос Ајрес Буенос Ајрес, Аргентина Међународни турнир $485,000 Clay                                       | Давид Налбандиан 3–6, 7–6(5), 6–4  | Хосе Акасусо                    | Хуан Игнасијо Ћела Филипо Воландри | Потито Стараће Николас Алмагро Игор Андрејев Агустин Каљери  |
| 18. фебруар       | АТП Буенос Ајрес Буенос Ајрес, Аргентина Међународни турнир $485,000 Clay                                       | Каљери / Орна 6–0, 6–7(6), 10–2    | Ешауер / Лучак                  | Хуан Игнасијо Ћела Филипо Воландри | Потито Стараће Николас Алмагро Игор Андрејев Агустин Каљери  |
| 18. фебруар       | Светски тениски турнир Ротердам, Холандија Међународни турнир €765,000 Тврда (хала)                             | Мишел Љодра 6–7(3), 3–6, 7–6(4)    | Робин Седерлинг                 | Жил Симон Иво Карловић             | Андреас Сепи Тејмураз Габашвили Миша Зверев Робин Хасе       |
| 18. фебруар       | Светски тениски турнир Ротердам, Холандија Међународни турнир €765,000 Тврда (хала)                             | Бердих / Турсунов 7–5, 3–6, 10–7   | Колшрајбер / Јужни              | Жил Симон Иво Карловић             | Андреас Сепи Тејмураз Габашвили Миша Зверев Робин Хасе       |
| 18. фебруар       | САП опен Сан Хозе, САД Међународни турнир $436,000 Тврда (хала)                                                 | Енди Родик 6–4, 7–5                | Радек Штјепанек                 | Гиљермо Гарсија-Лопез Роби Ђинепри | Марди Фиш Џон Изнер Лу јен-Сун Џејмс Блејк                   |
| 18. фебруар       | САП опен Сан Хозе, САД Међународни турнир $436,000 Тврда (хала)                                                 | Липски / Мартин 7–6(4), 7–5        | Б. Брајан / М. Брајан           | Гиљермо Гарсија-Лопез Роби Ђинепри | Марди Фиш Џон Изнер Лу јен-Сун Џејмс Блејк                   |
| 25. фебруар       | Акапулко опен Акапулко, Мексико Међународни турнир $794,000 Шљака                                               | Николас Алмагро 6–1, 7–6(1)        | Давид Налбандиан                | Луис Орна Хосе Акасусо             | Потито Стараће Аустин Каљери Марсел Гранољерс Николас Масу   |
| 25. фебруар       | Акапулко опен Акапулко, Мексико Међународни турнир $794,000 Шљака                                               | Мараш / Мертинак 6–2, 6–7(3), 10–7 | Каљери / Орна                   | Луис Орна Хосе Акасусо             | Потито Стараће Аустин Каљери Марсел Гранољерс Николас Масу   |
| 25. фебруар       | М. К. шампионат Мемфис, САД Међународни турнир $769,000 Тврда (хала)                                            | Стив Дарси 6–3, 7–6(5)             | Робин Седерлинг                 | Радек Штјепанек Јонас Бјоркман     | Енди Родик Крис Гучионе Бенјамин Бекер Доналд Јанг           |
| 25. фебруар       | М. К. шампионат Мемфис, САД Међународни турнир $769,000 Тврда (хала)                                            | Бупати / Ноулс 7–6(5), 6–2         | Са. Ративатана / Со. Ративатана | Радек Штјепанек Јонас Бјоркман     | Енди Родик Крис Гучионе Бенјамин Бекер Доналд Јанг           |
| 25. фебруар       | Загреб опен Загреб, Хрватска Међународни турнир €370,250 Тврда (хала)                                           | Сергиј Стаховски 7–5, 6–4          | Иван Љубичић                    | Марио Анчић Симоне Болели          | Тејмураз Габашвили Робин Хасе Оливије Рохус Јанко Типсаревић |
| 25. фебруар       | Загреб опен Загреб, Хрватска Међународни турнир €370,250 Тврда (хала)                                           | Хенли / Кер 6–3, 3–6, 10–8         | Кас / Васен                     | Марио Анчић Симоне Болели          | Тејмураз Габашвили Робин Хасе Оливије Рохус Јанко Типсаревић |

### Март
| Почетак одржавања | Турнир                                                                     | Победник                       | Финалиста             | Полуфиналисти                   | Четвртфиналисти                                           |
| ----------------- | -------------------------------------------------------------------------- | ------------------------------ | --------------------- | ------------------------------- | --------------------------------------------------------- |
| 3. март           | Дубаи , УАЕ Међународни турнир $1.426.000 Тврда                            | Енди Родик 6–7(8), 6–4, 6–2    | Фелисијано Лопез      | Николај Давиденко Новак Ђоковић | Енди Мари Давид Ферер Игор Андрејев Рафаел Надал          |
| 3. март           | Дубаи , УАЕ Међународни турнир $1.426.000 Тврда                            | Бупати / Ноулс 7–5, 7–6(7)     | Дам / Визнер          | Николај Давиденко Новак Ђоковић | Енди Мари Давид Ферер Игор Андрејев Рафаел Надал          |
| 3. март           | Лас Вегас опен Лас Вегас, САД Међународни турнир $500,000 Тврда            | Сем Квери 4–6, 6–3, 6–4        | Кевин Андерсон        | Роби Ђинепри Гиљермо Кањас      | Јевгениј Корољов Ернест Гулбис Амер Делић Жулијен Бенето  |
| 3. март           | Лас Вегас опен Лас Вегас, САД Међународни турнир $500,000 Тврда            | Бенето / Љодра 6–4, 4–6, 10–8  | Б. Брајан / М. Брајан | Роби Ђинепри Гиљермо Кањас      | Јевгениј Корољов Ернест Гулбис Амер Делић Жулијен Бенето  |
| 10. март          | Индијан Велс мастерс Индијан Велс, САД АТП Мастерс серија $3.589.000 Тврда | Новак Ђоковић 6–2, 5–7, 6–3    | Марди Фиш             | Роџер Федерер Рафаел Надал      | Томи Хас Давид Налбандијан Станислас Вавринка Џејмс Блејк |
| 10. март          | Индијан Велс мастерс Индијан Велс, САД АТП Мастерс серија $3.589.000 Тврда | Ерлих / Рам 6–4, 6–4           | Нестор / Зимоњић      | Роџер Федерер Рафаел Надал      | Томи Хас Давид Налбандијан Станислас Вавринка Џејмс Блејк |
| 24. март          | Мајами Мастерс Мајами, САД АТП Мастерс серија $3.770.000 Тврда             | Николај Давиденко 6–4, 6–2     | Рафаел Надал          | Енди Родик Томаш Бердих         | Роџер Федерер Јанко Типсаревић Игор Андрејев Џејмс Блејк  |
| 24. март          | Мајами Мастерс Мајами, САД АТП Мастерс серија $3.770.000 Тврда             | Б. Брајан / М. Брајан 6–2, 6–2 | Бупати / Ноулс        | Енди Родик Томаш Бердих         | Роџер Федерер Јанко Типсаревић Игор Андрејев Џејмс Блејк  |

### Мај
| Почетак одржавања | Турнир                                                                        | Победник                                        | Финалиста             | Полуфиналисти                   | Четвртфиналисти                                               |
| ----------------- | ----------------------------------------------------------------------------- | ----------------------------------------------- | --------------------- | ------------------------------- | ------------------------------------------------------------- |
| 5. мај            | Рим Мастерс Рим, Италија АТП Мастерс серија €2.270.000 Шљака                  | Новак Ђоковић 4–6, 6–3, 6–3                     | Станислас Вавринка    | Радек Штјепанек Енди Родик      | Роџер Федерер Николас Алмагро Томи Робредо Џејмс Блејк        |
| 5. мај            | Рим Мастерс Рим, Италија АТП Мастерс серија €2.270.000 Шљака                  | Б. Брајан / М. Брајан 3–6, 6–4, 10–8            | Нестор / Зимоњић      | Радек Штјепанек Енди Родик      | Роџер Федерер Николас Алмагро Томи Робредо Џејмс Блејк        |
| 12. мај           | Хамбург Мастерс Хамбург, Немачка АТП Мастерс серија €2.270.000 Шљака          | Рафаел Надал 7–5, 6–7(3), 6–3                   | Роџер Федерер         | Андреас Сепи Новак Ђоковић      | Фернандо Вердаско Николас Кифер Алберт Монтањес Карлос Моја   |
| 12. мај           | Хамбург Мастерс Хамбург, Немачка АТП Мастерс серија €2.270.000 Шљака          | Нестор / Зимоњић 6–4, 5–7, 10–8                 | Б. Брајан / М. Брајан | Андреас Сепи Новак Ђоковић      | Фернандо Вердаско Николас Кифер Алберт Монтањес Карлос Моја   |
| 19. мај           | Велика награда Марока Казабланка, Мароко Међународни турнир €370,000 Шљака    | Жил Симон 7–5, 6–2                              | Жулијен Бенето        | Жо-Вилфред Цонга Агустин Каљери | Сантијаго Вентура Марк Жикел Јунес Ел Алануј Оскар Ернандез   |
| 19. мај           | Велика награда Марока Казабланка, Мароко Међународни турнир €370,000 Шљака    | Монтањес / Вентура 6–1, 6–2                     | Серетани / Пери       | Жо-Вилфред Цонга Агустин Каљери | Сантијаго Вентура Марк Жикел Јунес Ел Алануј Оскар Ернандез   |
| 19. мај           | Тениски турнир Хипо групе Пертшах, Аустрија Међународни турнир €370,000 Шљака | Николај Давиденко 6–2, 2–6, 6–2                 | Хуан Монако           | Игор Куњицин Иван Љубичић       | Андреас Сепи Јирген Мелцер Данијел Химено-Травер Роби Ђинепри |
| 19. мај           | Тениски турнир Хипо групе Пертшах, Аустрија Међународни турнир €370,000 Шљака | Мело / Са 7–5, 6–7(3), 13–11                    | Новле / Мелцер        | Игор Куњицин Иван Љубичић       | Андреас Сепи Јирген Мелцер Данијел Химено-Травер Роби Ђинепри |
| 20. мај           | Светски куп тимова Диселдорф, Немачка Светски куп тимова €1.500.000 Шљака     | Шведска · 2–1                                   | Русија                | Италија · Сједињене Државе      | Шпанија · Немачка · Аргентина · Чешка                         |
| 26. мај           | Отворено првенство Француске Париз, Француска Гренд слем €7.077.680 Шљака     | Рафаел Надал 6–1, 6–3, 6–0                      | Роџер Федерер         | Гаел Монфис Новак Ђоковић       | Фернандо Гонзалез Давид Ферер Ернестс Гулбис Николас Алмагро  |
| 26. мај           | Отворено првенство Француске Париз, Француска Гренд слем €7.077.680 Шљака     | Куевас / Орна 6–2, 6–3                          | Нестор / Зимоњић      | Гаел Монфис Новак Ђоковић       | Фернандо Гонзалез Давид Ферер Ернестс Гулбис Николас Алмагро  |
| 26. мај           | Отворено првенство Француске Париз, Француска Гренд слем €7.077.680 Шљака     | Mixed Doubles: Б. Брајан / Азаренка 6–2, 7–6(4) | Зимоњић / Среботник   | Гаел Монфис Новак Ђоковић       | Фернандо Гонзалез Давид Ферер Ернестс Гулбис Николас Алмагро  |

### Јун
| Почетак одржавања | Турнир                                                                            | Победник                                     | Финалиста               | Полуфиналисти                       | Четвртфиналисти                                                |
| ----------------- | --------------------------------------------------------------------------------- | -------------------------------------------- | ----------------------- | ----------------------------------- | -------------------------------------------------------------- |
| 9. јун            | Гери Вебер опен Хале, Немачка Међународни турнир €713,000 Трава                   | Роџер Федерер 6–3, 6–4                       | Филип Колшрајбер        | Николас Кифер Џејмс Блејк           | Маркос Багдатис Мишел Љодра Робин Седерлинг Андреас Бек        |
| 9. јун            | Гери Вебер опен Хале, Немачка Међународни турнир €713,000 Трава                   | Јужни / Зверев 6–3, 4–6, 10–3                | Длухи / Паес            | Николас Кифер Џејмс Блејк           | Маркос Багдатис Мишел Љодра Робин Седерлинг Андреас Бек        |
| 9. јун            | Квинс клаб Лондон, Уједињено Краљевство Међународни турнир €713,000 Трава         | Рафаел Надал 7–6(6), 7–5                     | Новак Ђоковић           | Енди Родик Давид Налбандиан         | Иво Карловић Енди Мари Ришар Гаске Лејтон Хјуит                |
| 9. јун            | Квинс клаб Лондон, Уједињено Краљевство Међународни турнир €713,000 Трава         | Нестор / Зимоњић 6–4, 7–6(3)                 | Мело / Са               | Енди Родик Давид Налбандиан         | Иво Карловић Енди Мари Ришар Гаске Лејтон Хјуит                |
| 9. јун            | Варшава опен Варшава, Пољска Међународни турнир €425,000 Шљака                    | Николај Давиденко 6–3, 6–3                   | Томи Робредо            | Фабио Фоњини Хуан Монако            | Јевгениј Корољов Гиљермо Кањас Марсел Гранољерс Оскар Ернандез |
| 9. јун            | Варшава опен Варшава, Пољска Међународни турнир €425,000 Шљака                    | Фирстенберг / Матковски 6–0, 3–6, 10–4       | Давиденко / Шукин       | Фабио Фоњини Хуан Монако            | Јевгениј Корољов Гиљермо Кањас Марсел Гранољерс Оскар Ернандез |
| 16 June           | Ордина опен Хертохенбос, Холандија Међународни турнир €370,000 Трава              | Давид Ферер 6–4, 6–2                         | Марк Жикел              | Хуан Мартин дел Потро Гиљермо Кањас | Марио Анчић Арно Клеман Виктор Троицки Јирген Мелцер           |
| 16 June           | Ордина опен Хертохенбос, Холандија Међународни турнир €370,000 Трава              | Анчић / Мелцер 7–6(5), 6–3                   | Бупати / Паес           | Хуан Мартин дел Потро Гиљермо Кањас | Марио Анчић Арно Клеман Виктор Троицки Јирген Мелцер           |
| 16. јун           | Нотингем опен Нотингем, Уједињено Краљевство Међународни турнир €370,000 Трава    | Иво Карловић 7–5, 6–7(4), 7–6(8)             | Фернандо Вердаско       | Гаел Монфис Марин Чилић             | Винсент Спадеа Андреас Сепи Жил Симон Томас Јохансон           |
| 16. јун           | Нотингем опен Нотингем, Уједињено Краљевство Међународни турнир €370,000 Трава    | Соарес / Улијет 6–2, 7–6(5)                  | Којци / Џ. Мари         | Гаел Монфис Марин Чилић             | Винсент Спадеа Андреас Сепи Жил Симон Томас Јохансон           |
| 23. јун           | Вимблдон 2008. Вимблдон, Лондон, Уједињено Краљевство Гренд слем £5.257.000 Трава | Рафаел Надал 6–4, 6–4, 6–7(5), 6–7(8), 9–7   | Роџер Федерер           | Марат Сафин Рајнер Шитлер           | Марио Анчић Фелисијано Лопез Арно Клеман Енди Мари             |
| 23. јун           | Вимблдон 2008. Вимблдон, Лондон, Уједињено Краљевство Гренд слем £5.257.000 Трава | Нестор / Зимоњић 7–6(12), 6–7(3), 6–3, 6–3   | Јонас Бјоркман / Улијет | Марат Сафин Рајнер Шитлер           | Марио Анчић Фелисијано Лопез Арно Клеман Енди Мари             |
| 23. јун           | Вимблдон 2008. Вимблдон, Лондон, Уједињено Краљевство Гренд слем £5.257.000 Трава | Мешовити парови: Б. Брајан / Стосур 7–5, 6–4 | М. Брајан / Среботник   | Марат Сафин Рајнер Шитлер           | Марио Анчић Фелисијано Лопез Арно Клеман Енди Мари             |

### Јул
| Почетак одржавања | Турнир                                                                                | Победник                                | Финалиста             | Полуфиналисти                            | Четвртфиналисти                                               |
| ----------------- | ------------------------------------------------------------------------------------- | --------------------------------------- | --------------------- | ---------------------------------------- | ------------------------------------------------------------- |
| 7. јул            | Шведска опен Бостад, Шведска Међународни турнир €326,000 Шљака                        | Томи Робредо 6–4, 6–1                   | Томаш Бердих          | Давид Ферер Фернандо Вердаско            | Робин Седерлинг Јарко Ниеминен Потито Стараће Бјорн Ренкуис   |
| 7. јул            | Шведска опен Бостад, Шведска Међународни турнир €326,000 Шљака                        | Бјоркман / Седерлинг 6–2, 6–2           | Брунсторм / Роже      | Давид Ферер Фернандо Вердаско            | Робин Седерлинг Јарко Ниеминен Потито Стараће Бјорн Ренкуис   |
| 7. јул            | Гстад опен Гстад, Швајцарска Међународни турнир €389,000 Шљака                        | Виктор Ханеску 6–3, 6–4                 | Игор Андрејев         | Станислас Вавринка Гиљермо Гарсија-Лопез | Гиљермо Кањас Жереми Шарди Миахил Јужни Марин Чилић           |
| 7. јул            | Гстад опен Гстад, Швајцарска Међународни турнир €389,000 Шљака                        | Левински / Полашек 3–6, 6–2, 11–9       | Боли / Вавринка       | Станислас Вавринка Гиљермо Гарсија-Лопез | Гиљермо Кањас Жереми Шарди Миахил Јужни Марин Чилић           |
| 7. јул            | Кемпбелов шампионат Њупорт, САД Међународни турнир $385,000 Трава                     | Фабрис Санторо 6–3, 7–5                 | Пракаш Амритрај       | Франк Данчевић Винсент Спадеа            | Рохан Бопана Игор Куњицин Александар Пеја Иван Наваро         |
| 7. јул            | Кемпбелов шампионат Њупорт, САД Међународни турнир $385,000 Трава                     | Фиш / Изнер 6–4, 7–6(1)                 | Бопана / Кверши       | Франк Данчевић Винсент Спадеа            | Рохан Бопана Игор Куњицин Александар Пеја Иван Наваро         |
| 7. јул            | Мерцедес куп Штутгарт, Немачка Међународни турнир €568,000 Шљака                      | Хуан Мартин дел Потро 6–4, 7–5          | Ришар Гаске           | Едуардо Свонк Агустин Каљери             | Јан Херних Филип Колшрајбер Михаел Берер Алберт Монтањес      |
| 7. јул            | Мерцедес куп Штутгарт, Немачка Међународни турнир €568,000 Шљака                      | Кас / Колшрајбер 6–3, 6–4               | Берер / Зверев        | Едуардо Свонк Агустин Каљери             | Јан Херних Филип Колшрајбер Михаел Берер Алберт Монтањес      |
| 14. јул           | Холандија опен Амерсфорт, Холандија Међународни турнир €326,000 Шљака                 | Алберт Монтањес 1–6, 7–5, 6–3           | Стив Дарки            | Марк Жикел Оскар Ернандез                | Тејмураз Габашвили Кристоф Рохус Марсел Гранољес Хосе Акасусо |
| 14. јул           | Холандија опен Амерсфорт, Холандија Међународни турнир €326,000 Шљака                 | Цермак / Васен 7–5, 7–5                 | Галунг / Сијслинг     | Марк Жикел Оскар Ернандез                | Тејмураз Габашвили Кристоф Рохус Марсел Гранољес Хосе Акасусо |
| 14. јул           | Индијанаполис опен Индијанаполис, САД Међународни турнир $525,000 Тврда               | Жил Симон 6–4, 6–4                      | Дмитриј Турсунов      | Џејмс Блејк Сем Квери                    | Јен-сун Ли Пол Капдевиље Боби Рејнолдс Томи Хас               |
| 14. јул           | Индијанаполис опен Индијанаполис, САД Међународни турнир $525,000 Тврда               | Фишер / Филипс 3–6, 6–3, 10–5           | Липски / Мартин       | Џејмс Блејк Сем Квери                    | Јен-сун Ли Пол Капдевиље Боби Рејнолдс Томи Хас               |
| 14. јул           | Аустрија опен Кицбахел, Аустрија Међународни турнир €571,000 Шљака                    | Хуан Мартин дел Потро 6–2, 6–1          | Јирген Мелцер         | Виктор Ханеску Потито Стараће            | Никола Делвилде Брајан Дабул Едуардо Свонк Рајнер Шитлер      |
| 14. јул           | Аустрија опен Кицбахел, Аустрија Међународни турнир €571,000 Шљака                    | Серетани / Ханеску 6–3, 7–5             | Арнолд Кер / Рохус    | Виктор Ханеску Потито Стараће            | Никола Делвилде Брајан Дабул Едуардо Свонк Рајнер Шитлер      |
| 14. јул           | Отворено првенство Хрватске у тенису Умаг, Хрватска Међународни турнир €326,000 Шљака | Фернандо Вердаско 3–6, 6–4, 7–6(4)      | Игор Андрејев         | Фабио Фоњини Максимо Гонзалез            | Миша Зверев Карлос Моја Гиљермо Кањас Роко Каранушић          |
| 14. јул           | Отворено првенство Хрватске у тенису Умаг, Хрватска Међународни турнир €326,000 Шљака | Мертинак / Пала 2–6, 6–3, 10–5          | Берлок / Фоњини       | Фабио Фоњини Максимо Гонзалез            | Миша Зверев Карлос Моја Гиљермо Кањас Роко Каранушић          |
| 21. јул           | Канада Мастерс Торонто, Канада АТП Мастерс серија $2.615.000 Тврда                    | Рафаел Надал 6–3, 6–2                   | Николас Кифер         | Жил Симон Енди Мари                      | Марин Чилић Џејмс Блејк Новак Ђоковић Ришар Гаске             |
| 21. јул           | Канада Мастерс Торонто, Канада АТП Мастерс серија $2.615.000 Тврда                    | Нестор / Зимоњић 6–2, 4–6, 10–6         | Б. Брајан / М. Брајан | Жил Симон Енди Мари                      | Марин Чилић Џејмс Блејк Новак Ђоковић Ришар Гаске             |
| 28. јул           | Синсинати Мастерс Синсинати, САД АТП Мастерс серија $2.615.000 Тврда                  | Енди Мари 7–6(4), 7–6(5)                | Новак Ђоковић         | Иво Карловић Рафаел Надал                | Филип Колшрајбер Карлос Моја Ернест Гулбис Николас Лапенти    |
| 28. јул           | Синсинати Мастерс Синсинати, САД АТП Мастерс серија $2.615.000 Тврда                  | Б. Брајан / М. Брајан 4–6, 7–6(2), 10–7 | Ерлих / Рам           | Иво Карловић Рафаел Надал                | Филип Колшрајбер Карлос Моја Ернест Гулбис Николас Лапенти    |

### Август
| Почетак одржавања | Турнир                                                                               | Победник                                       | Финалиста               | Полуфиналисти                  | Четвртфиналисти                                        |
| ----------------- | ------------------------------------------------------------------------------------ | ---------------------------------------------- | ----------------------- | ------------------------------ | ------------------------------------------------------ |
| 4. август         | Кантрисајд класик Лос Анђелес, САД Међународни турнир $475,000 Тврда                 | Хуан Мартин дел Потро 6–1, 7–6(2)              | Енди Родик              | Денис Гремелмајр Марди Фиш     | Марк Жикел Марат Сафин Амер Делић Флоран Сера          |
| 4. август         | Кантрисајд класик Лос Анђелес, САД Међународни турнир $475,000 Тврда                 | Бопана / Буторец 7–6(5), 7–6(5)                | Перот / Вемић           | Денис Гремелмајр Марди Фиш     | Марк Жикел Марат Сафин Амер Делић Флоран Сера          |
| 11. август        | Летње олимпијске игре 2008. Пекинг, Кина Олимпијски турнир Без новчане награде Тврда | Рафаел Надал 6–3, 7–6(2), 6–3                  | Фернандо Гонзалез       | Новак Ђоковић* Џејмс Блејк     | Роџер Федерер Пол-Анри Матје Гаел Монфис Јирген Мелцер |
| 11. август        | Летње олимпијске игре 2008. Пекинг, Кина Олимпијски турнир Без новчане награде Тврда | Роџер Федерер / Вавринка 6–3, 6–4, 6–7(4), 6–3 | Јохансон / Аспелин      | Новак Ђоковић* Џејмс Блејк     | Роџер Федерер Пол-Анри Матје Гаел Монфис Јирген Мелцер |
| 11. август        | Лег масон класик Вашингтон, САД Међународни турнир $508,000 Тврда                    | Хуан Мартин дел Потро 6–3, 6–3                 | Виктор Троицки          | Игор Куњицин Томи Хас          | Енди Родик Сомдев Деварман Алехандро Фаља Џон Изнер    |
| 11. август        | Лег масон класик Вашингтон, САД Међународни турнир $508,000 Тврда                    | Жикел / Линдштет 7–6(6), 6–3                   | Соарес / Улијет         | Игор Куњицин Томи Хас          | Енди Родик Сомдев Деварман Алехандро Фаља Џон Изнер    |
| 18. август        | Пилот пен тенис Њу Хевен, САД Међународни турнир $708,000 Тврда                      | Марин Чилић 6–4, 4–6, 6–2                      | Марди Фиш               | Фернандо Вердаско Лука Грегорц | Миша Зверев Џеси Левин Игор Андрејев Андреас Сепи      |
| 18. август        | Пилот пен тенис Њу Хевен, САД Међународни турнир $708,000 Тврда                      | Мело / Са 7–5, 6–2                             | Бупати / Ноулс          | Фернандо Вердаско Лука Грегорц | Миша Зверев Џеси Левин Игор Андрејев Андреас Сепи      |
| 23. јун           | Отворено првенство Сједињених Држава Њујорк Сити, САД Гренд слем $9.350.000 Тврда    | Роџер Федерер 6–2, 7–5, 6–2                    | Енди Мари               | Новак Ђоковић Рафаел Надал     | Марди Фиш Хуан Мартин дел Потро Енди Родик Жил Мулер   |
| 23. јун           | Отворено првенство Сједињених Држава Њујорк Сити, САД Гренд слем $9.350.000 Тврда    | Б. Брајан / М. Брајан 7–6(5), 7–6(10)          | Длухи / Паес            | Новак Ђоковић Рафаел Надал     | Марди Фиш Хуан Мартин дел Потро Енди Родик Жил Мулер   |
| 23. јун           | Отворено првенство Сједињених Држава Њујорк Сити, САД Гренд слем $9.350.000 Тврда    | Мешовити парови: Паес / Блек 7–6(6), 6–4       | Џ. Мари / Лајзел Хјубер | Новак Ђоковић Рафаел Надал     | Марди Фиш Хуан Мартин дел Потро Енди Родик Жил Мулер   |

- Новак Ђоковић је победио 6–3, 7–6(4) у мечу за бронзану медаљу. Такође,  браћа Брајан су победила у мечу за бронзану медаљу (3–6, 6–3, 6–4)  Арноа Клемана и Мишела Љодру.

### Септембар
| Почетак одржавања | Турнир                                                                 | Победник                              | Финалиста               | Полуфиналисти                    | Четвртфиналисти                                                  |
| ----------------- | ---------------------------------------------------------------------- | ------------------------------------- | ----------------------- | -------------------------------- | ---------------------------------------------------------------- |
| 8. септембар      | Румунија опен Букурешт, Румунија Међународни турнир €370,000 Шљака     | Жил Симон 6–3, 6–4                    | Карлос Моја             | Ришар Гаске Хосе Акасусо         | Тејмураз Габашвили Гиљермо Гарсија-Лопез Иван Наваро Флоран Сера |
| 8. септембар      | Румунија опен Букурешт, Румунија Међународни турнир €370,000 Шљака     | Девилде / Матје 7–6(4), 6–7(9), 22–20 | Фирстенберг / Матковски | Ришар Гаске Хосе Акасусо         | Тејмураз Габашвили Гиљермо Гарсија-Лопез Иван Наваро Флоран Сера |
| 22. септембар     | Тајланд опен Бангкок, Тајланд Међународни турнир $576,000 Тврда (хала) | Жо-Вилфред Цонга 7–6(4), 6–4          | Новак Ђоковић           | Томаш Бердих Гаел Монфис         | Робин Седерлинг Николас Мау Филип Печнер Јирген Мелцер           |
| 22. септембар     | Тајланд опен Бангкок, Тајланд Међународни турнир $576,000 Тврда (хала) | Длухи / Паес 6–4, 7–6(4)              | Липски / Мартин         | Томаш Бердих Гаел Монфис         | Робин Седерлинг Николас Мау Филип Печнер Јирген Мелцер           |
| 22. септембар     | Кина опен Пекинг, Кина Међународни турнир $524,000 Тврда               | Енди Родик 6–4, 6–7(6), 6–3           | Дуди Села               | Рајнер Шитлер Бјерн Пау          | Томи Робредо Ришар Гаске Фернандо Гонзалез Хуан Карлос Фереро    |
| 22. септембар     | Кина опен Пекинг, Кина Међународни турнир $524,000 Тврда               | Хас / Хачинс 7–5, 6–4                 | Фишер / Рејнолдс        | Рајнер Шитлер Бјерн Пау          | Томи Робредо Ришар Гаске Фернандо Гонзалез Хуан Карлос Фереро    |
| 29. септембар     | Мосеј опен Мец, Француска Међународни турнир €370,000 Тврда (хала)     | Дмитриј Турсунов 7–6(6), 1–6, 6–4     | Пол-Анри Матје          | Радек Штјепанек Адријан Манарино | Карлос Моја Едуардо Шванк Јанко Типсаревић Марк Жикел            |
| 29. септембар     | Мосеј опен Мец, Француска Међународни турнир €370,000 Тврда (хала)     | Клеман / Љодра 5–7, 6–3, 10–8         | Фирстенберг / Матковски | Радек Штјепанек Адријан Манарино | Карлос Моја Едуардо Шванк Јанко Типсаревић Марк Жикел            |
| 29. септембар     | Јапан опен Токио, Јапан Међународни турнир $969,000 Тврда              | Томаш Бердих 6–1, 6–4                 | Хуан Мартин дел Потро   | Ришар Гаске Енди Родик           | Давид Ферер Рајнер Шитлер Фернандо Гонзалез Виктор Троицки       |
| 29. септембар     | Јапан опен Токио, Јапан Међународни турнир $969,000 Тврда              | Јужни / Зверев 6-3, 6-4               | Длухи / Паес            | Ришар Гаске Енди Родик           | Давид Ферер Рајнер Шитлер Фернандо Гонзалез Виктор Троицки       |

### Октобар
| Почетак одржавања | Турнир                                                                                  | Победник                              | Финалиста             | Полуфиналисти                          | Четвртфиналисти                                                 |
| ----------------- | --------------------------------------------------------------------------------------- | ------------------------------------- | --------------------- | -------------------------------------- | --------------------------------------------------------------- |
| 6. октобар        | Куп Кремља Москва, Русија Међународни турнир $1.049.000 Тепих (хала)                    | Игор Куњицин 7–6(6), 6–7(4), 6–3      | Марат Сафин           | Миша Зверев Фабрис Санторо             | Николај Давиденко Виктор Троицки Пол-Андри Матје Жереми Шарди   |
| 6. октобар        | Куп Кремља Москва, Русија Међународни турнир $1.049.000 Тепих (хала)                    | Стаховски / Стараће 7–6(4), 2–6, 10–6 | Хас / Хатчинс         | Миша Зверев Фабрис Санторо             | Николај Давиденко Виктор Троицки Пол-Андри Матје Жереми Шарди   |
| 6. октобар        | Стокхолм опен Стокхолм, Шведска Међународни турнир €713,000 Тврда (хала)                | Давид Налбандијан 76–2, 5–7, 6–3      | Робин Седерлинг       | Јарко Ниеминен Кеи Нишикори            | Алберт Монтањес Оскар Ернандез Рајнер Шитлер Марио Анчић        |
| 6. октобар        | Стокхолм опен Стокхолм, Шведска Међународни турнир €713,000 Тврда (хала)                | Бјоркман / Улијет 6–1, 6–3            | Брунстром / Ридерштет | Јарко Ниеминен Кеи Нишикори            | Алберт Монтањес Оскар Ернандез Рајнер Шитлер Марио Анчић        |
| 6. октобар        | Трофеј банке Аустрије Беч, Аустрија Међународни турнир €674,000 Тврда (хала)            | Филип Печнер 7–6(6), 6–7(4), 6–3      | Гаел Монфис           | Фелисијано Лопез Филип Колшрајбер      | Карлос Моја Јирген Мелцер Фернандо Вердаско Фернандо Гонзалез   |
| 6. октобар        | Трофеј банке Аустрије Беч, Аустрија Међународни турнир €674,000 Тврда (хала)            | Мирни / Рам 7–6(4), 2–6, 10–6         | Печнер / Пеја         | Фелисијано Лопез Филип Колшрајбер      | Карлос Моја Јирген Мелцер Фернандо Вердаско Фернандо Гонзалез   |
| 13. октобар       | Мадрид Мастерс Мадрид, Шпанија АТП Мастерс серија €2.270.000 Тврда (хала)               | Енди Мари 6–4, 7–6(6)                 | Жил Симон             | Роџер Федерер Рафаел Надал             | Фелисијано Лопез Иво Карловић Гаел Монфис Хуан Мартин дел Потро |
| 13. октобар       | Мадрид Мастерс Мадрид, Шпанија АТП Мастерс серија €2.270.000 Тврда (хала)               | Фирстенберг / Матковски 6–4, 6–2      | Бупати / Ноулс        | Роџер Федерер Рафаел Надал             | Фелисијано Лопез Иво Карловић Гаел Монфис Хуан Мартин дел Потро |
| 20. октобар       | Базел , Швајцарска Међународни турнир €891,000 Тврда (хала)                             | Роџер Федерер 6–3, 6–4                | Давид Налбандијан     | Фелисијано Лопез Хуан Мартин дел Потро | Симоне Болели Џејмс Блејк Игор Андрејев Бенјамин Бекер          |
| 20. октобар       | Базел , Швајцарска Међународни турнир €891,000 Тврда (хала)                             | Бупати / Ноулс 6–3, 6–3               | Кас / Колшрајбер      | Фелисијано Лопез Хуан Мартин дел Потро | Симоне Болели Џејмс Блејк Игор Андрејев Бенјамин Бекер          |
|                   |                                                                                         |                                       |                       |                                        |                                                                 |
| 20. октобар       | Велика награда Лиона Лион, Француска Међународни турнир €713,000 Тепих (хала)           | Робин Седерлинг 6–3, 6–7(5), 6–1      | Жулијен Бенето        | Жил Симон Жо-Вилфред Цонга             | Енди Родик Жозелин Уана Хуан Карлос Фереро Стив Дарсис          |
| 20. октобар       | Велика награда Лиона Лион, Француска Међународни турнир €713,000 Тепих (хала)           | Љодра / Рам 6–3, 5–7, 10–8            | Хас / Хатчинс         | Жил Симон Жо-Вилфред Цонга             | Енди Родик Жозелин Уана Хуан Карлос Фереро Стив Дарсис          |
| 20. октобар       | Санкт Петербург опен Санкт Петербург, Русија Међународни турнир $1.049.000 Тврда (хала) | Енди Мари 6–1, 6–1                    | Андреј Голубев        | Фернандо Вердаско Виктор Ханеску       | Јанко Типсаревић Рајнер Шитлер Миша Зверев Михаил Јељгин        |
| 20. октобар       | Санкт Петербург опен Санкт Петербург, Русија Међународни турнир $1.049.000 Тврда (хала) | Перот / Полашек 3–6, 7–6(4), 10–8     | Бопана / Мирни        | Фернандо Вердаско Виктор Ханеску       | Јанко Типсаревић Рајнер Шитлер Миша Зверев Михаил Јељгин        |
| 27. октобар       | Париз Мастерс Париз, Француска АТП Мастерс серија €2.270.000 Тврда (хала)               | Жо-Вилфред Цонга 6–3, 4–6, 6–4        | Давид Налбандијан     | Николај Давиденко Џејмс Блејк          | Рафаел Надал Енди Мари Енди Родик Роџер Федерер                 |
| 27. октобар       | Париз Мастерс Париз, Француска АТП Мастерс серија €2.270.000 Тврда (хала)               | Бјоркман / Улијет 6–2, 6–2            | Којци / Муди          | Николај Давиденко Џејмс Блејк          | Рафаел Надал Енди Мари Енди Родик Роџер Федерер                 |

### Новембар
| Почетак одржавања | Турнир                                                                        | Победник                     | Финалиста             | Полуфиналисти       | Такмичење по рундама                                                            |
| ----------------- | ----------------------------------------------------------------------------- | ---------------------------- | --------------------- | ------------------- | ------------------------------------------------------------------------------- |
| 3. новембар       | Тенис Мастерс Куп Шангај, Кина Завршни Мастерс турнир $4.450.000 Тврда (хала) | Новак Ђоковић 6-1, 7-5       | Николај Давиденко     | Енди Мари Жил Симон | Жо-Вилфред Цонга Енди Родик Радек Штјепанек Хуан Мартин дел Потро Роџер Федерер |
| 3. новембар       | Тенис Мастерс Куп Шангај, Кина Завршни Мастерс турнир $4.450.000 Тврда (хала) | Нестор / Зимоњић 7-6(3), 6-2 | Б. Брајан / М. Брајан | Енди Мари Жил Симон | Жо-Вилфред Цонга Енди Родик Радек Штјепанек Хуан Мартин дел Потро Роџер Федерер |

### Освајачи гренд слем титула
- Отворено првенство Аустралије:  Новак Ђоковић
- Отворено првенство Француске:  Рафаел Надал
- Вимблдон 2008:  Рафаел Надал
- Отворено првенство Сједињених Држава:  Роџер Федерер

### Освајачи АТП Мастерс титула
- Индијан Велс Мастерс:  Новак Ђоковић
- Мајами Мастерс:  Николај Давиденко
- Монте Карло Мастерс:  Рафаел Надал
- Рим Мастерс:  Новак Ђоковић
- Хамбург Мастерс:  Рафаел Надал
- Канада Мастерс:  Рафаел Надал
- Синсинати Мастерс:  Енди Мари
- Мадрид Мастерс:  Енди Мари
- Париз Мастерс:  Жо-Вилфред Цонга